# 莱普龙莱瓦莱
莱普龙莱瓦莱（法語：Lépron-les-Vallées，法語發音：[lepʁɔ̃ le vale]）是法国大東部大區阿登省的一个市镇，属于沙勒维尔-梅济耶尔区。

## 地理
莱普龙莱瓦莱（49°45'39"N, 4°27'8"E）面积6.42 平方千米，位于法国大東部大區阿登省，该省份为法国北部内陆省份，西接埃纳省，南至马恩省，东临默兹省，北与比利时接壤。
与莱普龙莱瓦莱接壤的市镇（或旧市镇、城区）包括：欧比尼莱波泰、锡尼拉拜、坦勒穆捷。

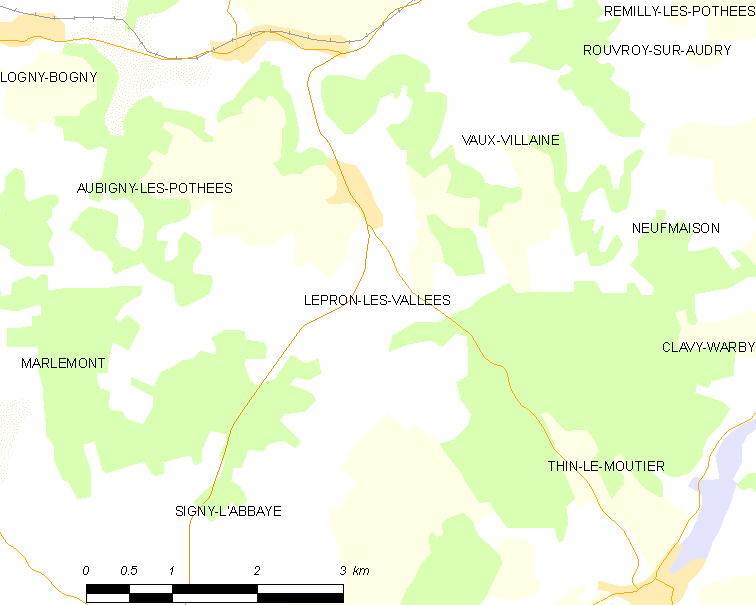
莱普龙莱瓦莱的OSM定位图

莱普龙莱瓦莱的时区为UTC+01:00、UTC+02:00（夏令时）。

## 行政
莱普龙莱瓦莱的邮政编码为08150，INSEE市镇编码为08251。

## 政治
莱普龙莱瓦莱所属的省级选区为锡尼拉拜县。

## 人口

1962-2008年间莱普龙莱瓦莱人口变化图示

莱普龙莱瓦莱于2022年1月1日时的人口数量为65人。